# アンノナシン
アンノナシン (英: annonacin) はサワーソップやその他のバンレイシ科に属す果物に含まれる化合物である。アセトゲニン系化合物に分類される。最近の研究によると、アンノナシンを日常的に摂取したネズミはパーキンソン病などの脳損傷を発症した
。
ほかのアセトゲニンと同じく、アンノナシンはNADHデヒドロゲナーゼを阻害する。これにより酸化的経路を通じて細胞のATP生産が止まり、究極的には細胞にアポトーシスまたはネクローシスを強いることになる。